# 静岡県立富士宮北高等学校
静岡県立富士宮北高等学校（しずおかけんりつ ふじのみやきたこうとうがっこう）は、静岡県富士宮市宮北町に所在する県立高等学校。
通称は「みやきた」。
敷地面積は全国2位の広さを誇る。そのため、野球部の専用グラウンドがあるなど部活動の設備も充実している。
踊る大捜査線シリーズで知られる本広克行が監督を務める青春映画『幕が上がる』や、『四月は君の嘘』の、桜並木のシーンは同校で撮影された（2015年2月28日公開）。

## 設置学科
- 普通科
  - 理系
  - 文系5教科型
  - 文系3教科型
- 商業科
  - 会計コース
  - 情報コース

## 沿革
- 1937年 - 静岡県大宮工業学校と静岡県大宮商業学校を設立。
- 1942年 - 富士宮工業学校、富士宮商業学校に校名変更。
- 1948年 - 富士宮実業高等学校に校名変更。工業化学科・機械科・商業科となる。
- 1953年 - 運営が県に移管され静岡県立富士宮北高等学校となる。普通科と商業科体制となる。
- 1978年 - 男女共学化。
- 1991年 - 全国高校総体体育大会相撲競技会場となる。皇太子殿下行啓。

## 部活動
運動部
- ソフトテニス部
- 陸上部
- 相撲部
- バドミントン部
- 野球部
- バスケット部
- バレー部
- 柔道部
- 弓道部
- サッカー部
- 卓球部

文化部
- 簿記部
- 情報処理部
- ワープロ部
- 吹奏楽部
- 演劇部
- 茶道部
- KIC部
- 写真部
- 書道部
- サイエンス部

## 校歌
- 富士宮北高等学校校歌

作詞：相馬御風、作曲：辻順治
第2校歌
- 北嶺讃歌

## アクセス
- 富士急静岡バス・富士宮市宮バス「北高前」停留所から徒歩2分

## 著名な出身者
- 穂坂雅之（楽天グループ副会長、楽天カード社長、楽天銀行会長、楽天証券会長）
- 里見浩太朗（俳優）
- 広瀬哲朗（プロ野球選手）
- 池野昌之（プロ野球選手）
- 佐野量子（タレント・武豊夫人）転出
- 牧野満徳（洋画家）
- 佐野浩之（陸上選手）
- 鈴木崇文（陸上選手）
- 田山真輔（スケルトン選手）
- 橋本恵子（アナウンサー)
- 立富士祐司（元大相撲力士）
- 戸栗和秀（野球指導者）